# 戴利角
67°31′S 63°47′E / 67.517°S 63.783°E
戴利角（英語：Cape Daly）是南極洲的海岬，位於麥克羅伯特森地的羅賓遜島群東南面，處於塞夫蒂島以西6公里，該海岬在1931年2月被探險隊發現，以澳大利亞的參議員命名。